# Carlos Salazar Ruiz
Carlos Salazar Ruiz (n. Matamoros, Tamaulipas (México; 1829 - f. Uruapan, 21 de octubre de 1865) fue un militar mexicano, mártir de Uruapan, hijo del capitán Benito Salazar Vargas y Mercedes Ruiz Castañeda.

## Biografía
En su infancia sufrió la patada de un caballo al que le jaló la cola y le quedó marcada la frente con esa cicatriz toda la vida. En parte por su inquietud y en parte por la cicatriz, decían que parecía "el mismísimo demonio". Durante su juventud ingresó al Heroico Colegio Militar, fue compañero del liberal Leandro Valle y del conservador Miguel Miramón. 
Siendo cadete todavía, se incorporó como voluntario a las tropas de Leonardo Márquez días antes de la batalla de Churubusco. Fue herido en una pierna, obtuvo por su valor una medalla honorífica y la charretera sobre el hombro izquierdo; pero vio indignado desde su convalecencia, la derrota mexicana ante el invasor norteamericano el 13 de septiembre de 1847. 
Sin embargo, con lo sucedido reafirmó su vocación por las armas. Cuando se presentó la revolución de Ayutla movimiento desarrollado a partir de un plan proclamado por Florencio Villareal apoyada por Juan N. Álvarez e Ignacio Comonfort, el 1 de marzo de 1854, para acabar con el dictador Antonio López de Santa Anna, Salazar participó en esta revolución que se dio la posibilidad de crearse la constitución de 1857. 
Con la traición de Comonfort en el autogolpe y el golpe de Félix María Zuloaga apoyado por el clero mexicano de entonces provocándose así la Guerra de Reforma, Salazar siempre sin dudar estuvo con el grupo progresista liberal. En 1860 ya era el Teniente Carlos Salazar donde se desempeñó primero en el Batallón Moctezuma y luego en el de Rifleros de San Luis Potosí.
A raíz de la intervención francesa, fue de los primeros que marcharon al estado de Veracruz, al desembarco de los franceses, por su distinción en la famosa batalla del 5 de mayo de 1862 obtuvo el ascenso a Coronel. Al año siguiente en la defensa de Puebla, población que cayó ante el sitio; sin embargo, él pudo evadirse en el momento de la rendición entrando a una casa particular, sufriendo gran riesgo, pues el dueño participaba de las ideas intervencionistas e intentó denunciarlo, pero oportunamente Salazar logró someterlo y lo dejó imposibilitado a denunciarlo, esperó la llegada de la de noche y emprendió la fuga hasta la Ciudad de México, continuando así en lucha por la causa liberal. Cuando Benito Juárez salió de la Ciudad de México ante la cercanía francesa, Salazar iba en la fuerza que lo escoltaba, y ya en San Luis Potosí, el presidente Juárez le dio el grado de general.
Posteriormente, paso a Michoacán con las tropas del ejército de occidente, se le vio aparecer en Morelia como un héroe en la memorable jornada del 18 de diciembre de 1863, y se encargó provisionalmente del gobierno de Michoacán del 15 de octubre de 1864 al 20 de mayo de 1865 y de la comandancia militar en junio y julio.
Junto con el general José María Arteaga y el general Vicente Riva Palacio conforman el decisivo Ejército del Centro, del que Salazar fue Cuartel - maestre. El 16 de septiembre de 1865, durante la celebración del día de la patria, en Tacámbaro, uno de los principales reductos republicanos de la región, dispusieron su plan de ataque para hacer frente a las fuerzas imperialistas que comandaba el general Ramón Méndez en la región.
Hacia el doce de octubre cuando se disponían a tomar el rancho, recibieron informes de que el enemigo se aproximaba. Con gran celeridad, las fuerzas de la república levantaron el campamento y se movilizaron hacia Santa Ana Amatlán a donde llegaron el 13. El general Arteaga ordenó a sus oficiales Julián Solano y Pedro Tapia que reunieran treinta hombres cada uno; el primero, para vigilar los movimientos del ejército imperial de Méndez y el segundo para custodiar, desde una elevación, la entrada del pueblo. Con base en los informes de Solano, los cuales indicaban que Méndez no se había movido de su posición, fue suficiente para que Arteaga y Salazar ordenaran a sus hombres descansar. La confianza en estos casos no es buena consejera, ya que cerca de las 11 de la mañana, la quietud del pueblo fue rota por la violenta incursión de las tropas imperiales. Arteaga fue apresado de inmediato. Salazar se percató de lo que ocurría y de inmediato empuñó las armas para ofrecer una magra resistencia desde la casa que ocupaba. Al agotar sus municiones se entregó a las fuerzas imperiales. Por desgracia, Solano y Tapia, los dos oficiales en quienes Arteaga puso la seguridad del ejército republicano, habían sido comprados. ¡La traición estaba consumada!.
Para cuando Méndez fue enterado de la captura de Arteaga y Salazar, ya había recibido recientemente la nueva ley de Maximiliano del 3 de octubre de 1865, que sin juicio alguno, condenaba a muerte a cualquier defensor de la República. Los prisioneros fueron llevados a Uruapan y recibieron la noticia de que serían pasados por las armas el 21 de octubre. Junto con los dos generales, probarían el amargo cáliz del patíbulo, el teniente coronel Trinidad Villagómez, el coronel Jesús Díaz Ruiz y el capitán Juan González.
En un momento de humildad, Arteaga le pidió a Salazar que no le permitiera flaquear, que lo ayudara a pararse frente al pelotón con valentía y dignidad. Salazar lo abrazó y le dijo: «No se preocupe general, vamos a mostrarles cómo mueren los hombres». Las campanas de la parroquia del pueblo anunciaron las 5 de la mañana. En los días anteriores había llovido en los alrededores, así que el ambiente olía a tierra húmeda. Hacía frío. Los prisioneros fueron sacados de su celda y con firmeza caminaron hasta la plaza principal de Uruapan. Los cinco prisioneros se pararon frente al pelotón. Arteaga dio un paso al frente y dijo: «Muero defendiendo la integridad de mi patria, no como general, sino como ciudadano». Al terminar volvió a ocupar su lugar. Salazar, sin moverse, se desabrochó la camisa y enseñó a los tiradores dónde quedaba el corazón, y con voz inquebrantable dijo: «Voy a enseñar cómo muere un leal republicano asesinado por traidores». El pelotón siguió atentamente las órdenes y al escuchar fuego, una descarga cerrada rompió el silencio. Los cuerpos cayeron de inmediato sobre el suelo, atravesados por las balas. Así fueron sacrificados por las armas imperialistas el 21 de octubre de 1865. A su ejecución el general Carlos Salazar tenía 36 años de edad.
Para finales de 1868 el Gobierno Federal y del Estado de Michoacán convinieron el traslado de los cuerpos a la Ciudad de México. Un año después, el viernes 25 de junio de 1869, fueron exhumados de su tumba y dejaron la tierra que defendieron hasta la muerte. Los restos mortales arribaron a la Ciudad de México el día 15 de julio debido a los homenajes póstumos del itinerario, y el sábado 17 de julio de 1869 fueron colocados finalmente en criptas especiales en el Panteón Civil de San Fernando, que ha venido a ser el lugar de los personajes ilustres del siglo XIX en México.
En este acto luctuoso, la oración fúnebre fue elocuentemente pronunciada por el escritor, poeta y diplomático, Lic. Ignacio Manuel Altamirano, a quien siguió el poeta y político, Lic. Guillermo Prieto, con la lectura de un hermoso poema en homenaje y recuerdo de estos mártires por la defensa de su patria.
Posteriormente el 21 de octubre de 1891 se puso la primera piedra para la construcción de un monumento en la plaza frente al templo de San Francisco en Uruapan, Michoacán; bajo la responsabilidad del ing. Reyes. A la muerte de éste, el responsable de concluir la obra fue el ing. Luis Salazar. El monumento se inauguró el 21 de octubre de 1893 para honrar a los cinco republicanos, entre ellos el general Carlos Salazar. Se conocen desde entonces, para honrar su memoria, como los Mártires de Uruapan.